# 슈타인 다양체
복소다변수론에서 슈타인 다양체(Stein多樣體, 영어: Stein manifold)는 복소 벡터 공간의 부분공간으로 나타낼 수 있는 다양체다. 다변수 정칙함수의 정의역으로 쓰인다.

## 정의
복소다양체 {\displaystyle M}에 대하여, 다음 두 조건이 서로 동치이며, 이를 만족시키는 다양체를 슈타인 다양체라고 한다.
- 고유 정칙 매끄러운 몰입 {\displaystyle M\hookrightarrow \mathbb {C} ^{n}}이 존재한다.
- {\displaystyle M}은 다음 두 조건을 만족시킨다. 여기서 {\displaystyle {\mathcal {O}}(X)}는 {\displaystyle X} 위의 정칙함수들의 가환환이다.
  - (정칙 볼록성 영어: holomorphic convexity) {\displaystyle X}의 콤팩트 부분공간의 정칙 볼록 폐포(영어: holomorphic convex hull)는 콤팩트하다.
  - (정칙 분해 가능성) 서로 다른 두 점 {\displaystyle x,y\in X}가 주어지면, {\displaystyle f(x)\neq f(y)}인 정칙 함수 {\displaystyle f\in {\mathcal {O}}(X)}가 존재한다. 즉, 점들을 정칙 함수들로 구별할 수 있다.

여기서 콤팩트 부분 공간 {\displaystyle K\subset X}의 정칙 볼록 폐포 {\displaystyle {\bar {K}}}는 다음과 같다.
{\displaystyle {\bar {K}}=\{z\in X:|f(z)|\leq \sup _{K}|f|\ \forall f\in {\mathcal {O}}(X)\}}

## 성질
모든 슈타인 다양체는 콤팩트 공간이 아니다.
- 1차원 복소다양체(리만 곡면)가 슈타인 다양체인지 여부는 연결 비콤팩트 리만 곡면인지와 동치이다. 이는 하인리히 벵케(Heinrich Behnke)와 카를 슈타인(Karl Stein)이 1948년 증명하였고, 어려운 정리이다.

슈타인 다양체 위의 연접층에 대하여, 카르탕 정리가 성립한다. 이에 따라, 슈타인 다양체 위의 쿠쟁 문제를 쉽게 풀 수 있다. 카르탕 정리 및 가가 정리에 따라, 슈타인 다양체는 대략 아핀 스킴에 대응하는 개념이다.

## 예
- 유한 차원 복소 벡터 공간 {\displaystyle \mathbb {C} ^{n}}은 슈타인 다양체다.
- {\displaystyle \mathbb {C} ^{n}}의 부분공간인 모든 정칙영역(domain of holomorphy)은 슈타인 다양체다.
- 슈타인 다양체의 닫힌 부분 복소 다양체 또한 슈타인 다양체다.

## 역사
카를 슈타인(독일어: Karl Stein)이 도입하였다.